# Préparateur motocyclette
Un préparateur moto est une structure commerciale qui transforme des véhicules produits par des constructeurs de motos.
Les préparateurs conçoivent des versions sportives en améliorant les caractéristiques et les performances (moteur, freinage, partie cycle, train roulant et/ou aérodynamique), en modifiant le design, en remplaçant des éléments de série par d'autres éléments de très haut de gamme ou des pièces produites artisanalement.
Certains d'entre eux sont spécialisés dans l'adaptation de véhicules pour la compétition (vitesse, endurance, moto-cross, enduro, etc.) et peuvent parfois donner lieu à la constitution d'écuries à leur nom, ou pour des utilisations routières à but commercial ou promotionnel.
Ils peuvent être liés à un constructeur de motos par une licence d'importation ou être indépendants dans leurs activités.

## Préparateurs en France
(Liste non exhaustive, classée en ordre alphabétique ; certains ont disparu)
- ACM (Alain Cordier Mécanique)[1], en activité de 1981 à 2000 à Marseille, préparation pour Honda[2],[3]
- Claude Fior (it)
- Godier Genoud : Kawasaki
- Lazareth : moto et auto
- Georges Martin : Honda, Kawasaki et Suzuki
- Louis Meznarie : NSU
- Moto Bel' : Moto Guzzi
- Pemda : Kawasaki
- Jacques Roca : Suzuki
- Sonauto : Yamaha
- X Company/Mécatwin : Triumph, Harley-Davidson

## Préparateurs hors de France
(Liste non exhaustive, classée en ordre alphabétique)
- Deus Ex Machina
- Ecomobile (Suisse) : BMW
- Fritz W. Egli (Suisse) : Royal Enfield
- Joseph Ehrlich (Australie) : EMC
- Ghezzi & Brian (Italie) : Moto Guzzi
- Steve Lancefield (Grande-Bretagne) : Norton Manx
- Louis Moto
- Magni (Italie) : MV Agusta
- Millepercento (Italie) : Moto Guzzi
- Giuseppe Remondini (Italie) : Nagas et Rey
- Pops Yoshimura (Japon) : Suzuki